# La Roche des Fées (Coudraie)

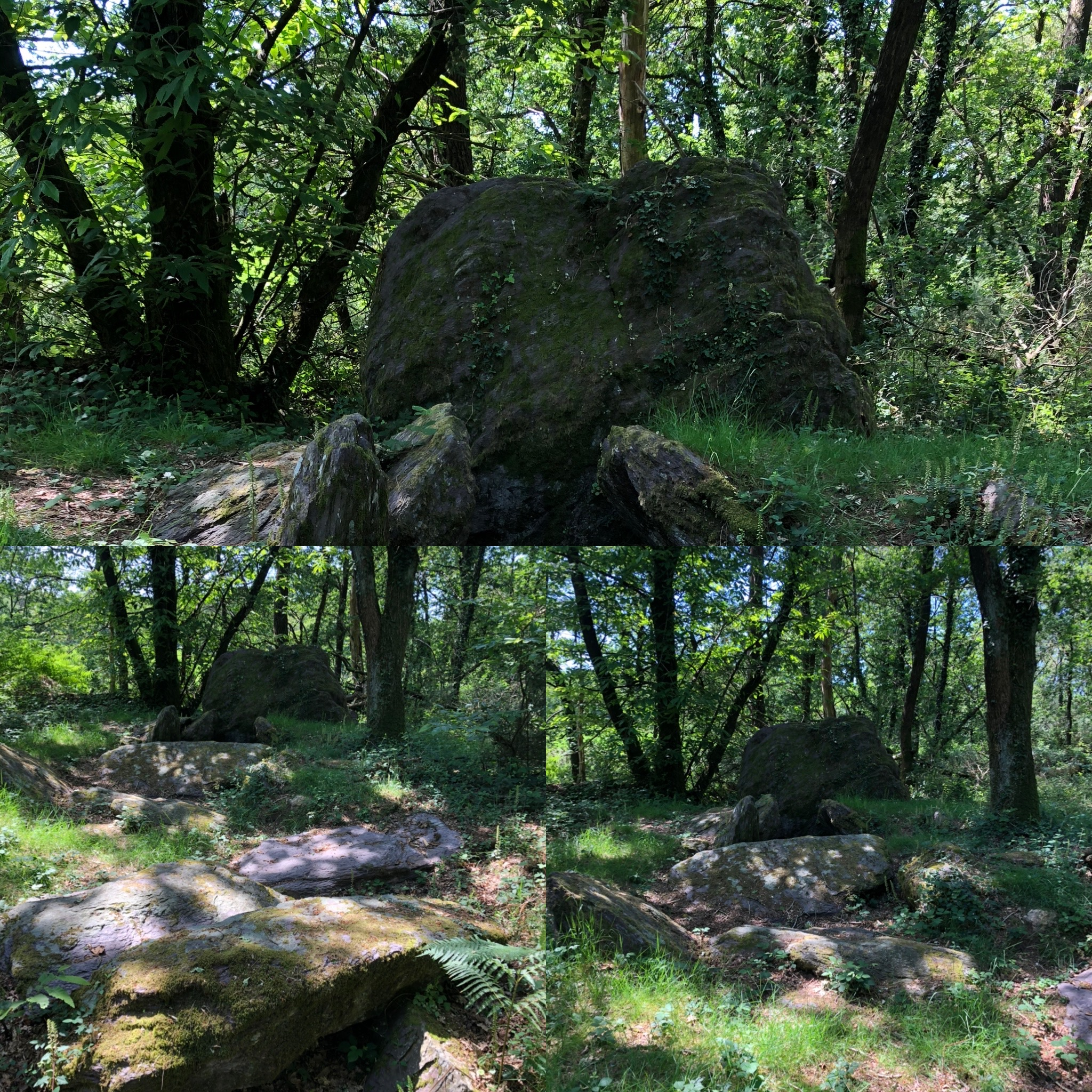
La Roche des Fées

Die Allée couverte La Roche des Fées (auch Allée couverte de la Coudraie genannt) liegt etwa 100 m östlich vom Weiler Coudraie, südlich von Augan, bei Ploërmel im Département Morbihan in der Bretagne in Frankreich.
La Roche des Fées ist ein gestörtes Galeriegrab aus rotem Schiefer. Die etwa 15,0 Meter lange und 2,0 m breite Megalithanlage ist Nord-Süd-orientiert. Sie besteht aus fünf zumeist am Boden liegenden Deckenplatten und acht erhaltenen Tragsteinen. Der Zugang liegt im Süden. Am nördlichen Ende befindet sich ein natürlicher Aufschluss der als Endplatte der Anlage dient.
Die Anlage ist bisher keiner archäologischen Ausgrabung unterzogen worden. Sie wird jedoch in zwei zeitgenössischen Untersuchungen aufgeführt, darunter der Bestandsaufnahme der megalithischen Stätten des Pays de Guer.
Der Menhir Chomet de Coëplan im Wald westlich von Guer steht in der Nähe.